# Ocupación de Timor Oriental por Indonesia
La ocupación de Timor Oriental por Indonesia se llevó a cabo entre diciembre de 1975 hasta octubre de 1999. Después de siglos de dominio colonial portugués en la parte oriental de la isla de Timor, el golpe de Estado en Portugal en 1974 llevó a la descolonización entre sus dominios coloniales, creando inestabilidad en el territorio y dejándolo con un futuro incierto. Tras una guerra civil en pequeña escala, el FRETILIN, movimiento guerrillero pro-independencia, alcanzó la victoria en la capital de Dili y declaró a Timor Oriental como independiente el 28 de noviembre de 1975.
Reivindicando ayuda solicitada por los líderes timorenses, las fuerzas militares indonesias invadieron la parte oriental de la isla el 7 de diciembre de 1975 y destruyeron la resistencia armada a su ocupación. Bajo el mandato de una controvertida "Asamblea Popular", que muchos dijeron que no era un verdadero acto de autodeterminación, Indonesia declaró el territorio como una provincia indonesia. Por veinticinco años, la población de Timor Oriental fue sometida a ejecuciones extrajudiciales, tortura y hambre.
La Masacre de Santa Cruz en 1991 causó indignación en todo el mundo, y los informes de otros crímenes similares fueron incontables. La resistencia a la dominación del gobierno de Indonesia se mantuvo fuerte durante este periodo.
En 1996, el Premio Nobel de la Paz fue atribuido a dos personalidades importantes de Timor Oriental, el Obispo de la Iglesia Católica Carlos Felipe Ximenes Belo y el representante de la FRETILIN en el exterior José Ramos-Horta, por sus esfuerzos en curso para acabar con la ocupación indonesia. Una votación en 1999 para determinar el futuro del territorio resultó en una arrolladora mayoría a favor de la independencia, y en 2002, Timor Oriental se convirtió en una nación independiente. Se estima que la ocupación cobró más de 100 000 vidas en el territorio, con una población total de menos de un millón de personas.
Inmediatamente después de la invasión, la Asamblea General de las Naciones Unidas y el Consejo de Seguridad aprobaron resoluciones condenando las acciones de Indonesia y pidiendo su retirada inmediata de la zona. Los gobiernos de Estados Unidos, Australia y Reino Unido dieron su apoyo a Indonesia, durante la ocupación. El presidente de Estados Unidos, Gerald Ford y el Secretario de Estado Henry Kissinger se reunieron con el presidente indonesio Suharto, en la víspera de la invasión, y dieron su aprobación para la misma. Australia e Indonesia fueron las únicas naciones del mundo en reconocer a Timor Oriental como una provincia de Indonesia, e inmediatamente después comenzaron las negociaciones para dividir los recursos encontrados en la zona marítima circundante, conocida como Timor Gap. Otros países, incluyendo Japón, Canadá y Malasia, también apoyaron al gobierno indonesio. La invasión y la represión del movimiento de independencia de Timor Oriental, sin embargo, causaron un gran daño a la reputación de la Indonesia y a su credibilidad internacional.
Después de la votación de 1999 para la independencia, los grupos paramilitares trabajando con los militares indonesios emprendieron una última ola de violencia durante la cual la mayoría de las infraestructuras del país fue destruida. Una vez las fuerzas indonesias abandonaron Timor Oriental, la Administración de Transición de las Naciones Unidas para Timor Oriental administró el territorio durante dos años, estableciendo una "Unidad de Crímenes Graves" para investigar y juzgar crímenes cometidos durante el año de 1999. Su ámbito limitado y el pequeño número de sentencias proferidas por los tribunales de Indonesia causaron en muchos observadores la impresión de que era necesaria la presencia de un tribunal internacional en Timor Oriental.